# Построение нации

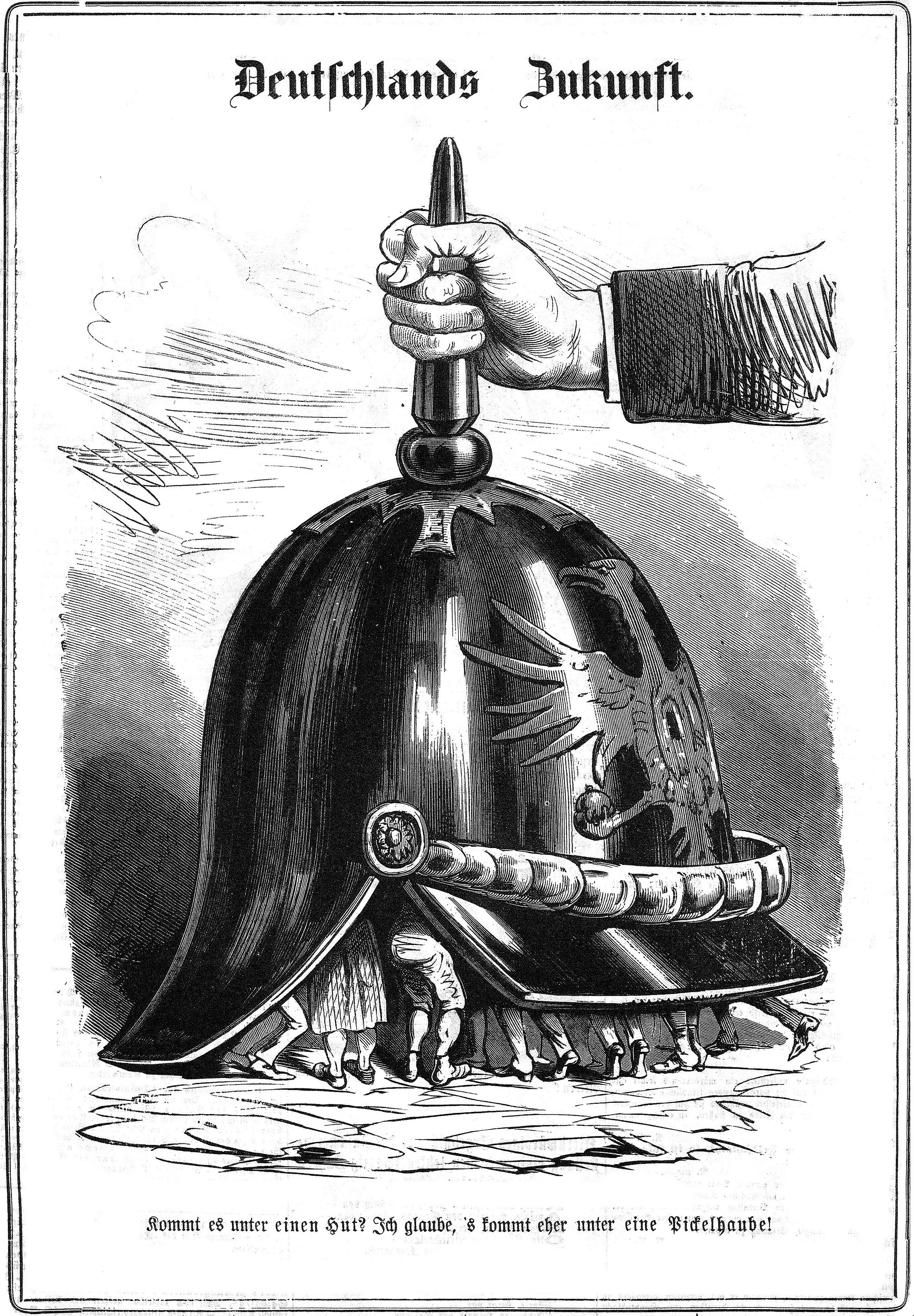
«Будущее Германии», подпись: «Поместится ли это под одной шляпой? Я считаю, что это, скорее всего, попадет под шлем с пикой!». Карикатура в австрийской сатирической газете «Кикерики» на немецкие ноябрьские договоры 1870 года

Построение нации или нациестроительство, нациостроительство, нацбилдинг (англ. building — строительство, постройка) — создание или структурирование национальной идентичности с помощью государственного вмешательства. 
Понятие является более узким по смыслу, чем «образование нации» — естественный процесс возникновения наций. 
Построение нации имеет целью унификацию народа в пределах страны, чтобы она оставалась политически стабильной и жизнеспособной в дальней перспективе. 
Строители нации это представители государства, которые предпринимают развитие национального сообщества путём внедрения государственных программ, включая воинскую повинность и национальное содержание массового школьного обучения. Построение нации может включать в себя использование пропаганды или крупное развитие инфраструктуры с целью способствования социальной гармонии и экономическому развитию. 
Согласно Harris Mylonas, «Легитимная власть в современном национальном государстве связана с властью народа, с общественным большинством. Построение нации это процесс, с помощью которого это большинство создаётся».
Согласно Andreas Wimmer, «три фактора определяют успех построения нации в долгосрочной перспективе: изначальное развитие организаций гражданского общества, создание государства способного равномерно распределить общественные блага по территории и появление общей среды общения».